# Лаппланд (провинция)
Ла́ппланд (швед. Lappland) или шведская Лапландия — это историческая провинция (швед. landskap) в северной Швеции, в регионе Норрланд. Самая большая по площади провинция Швеции.
Занимает юго-западную часть Лапландии, региона исторического расселения саамов.

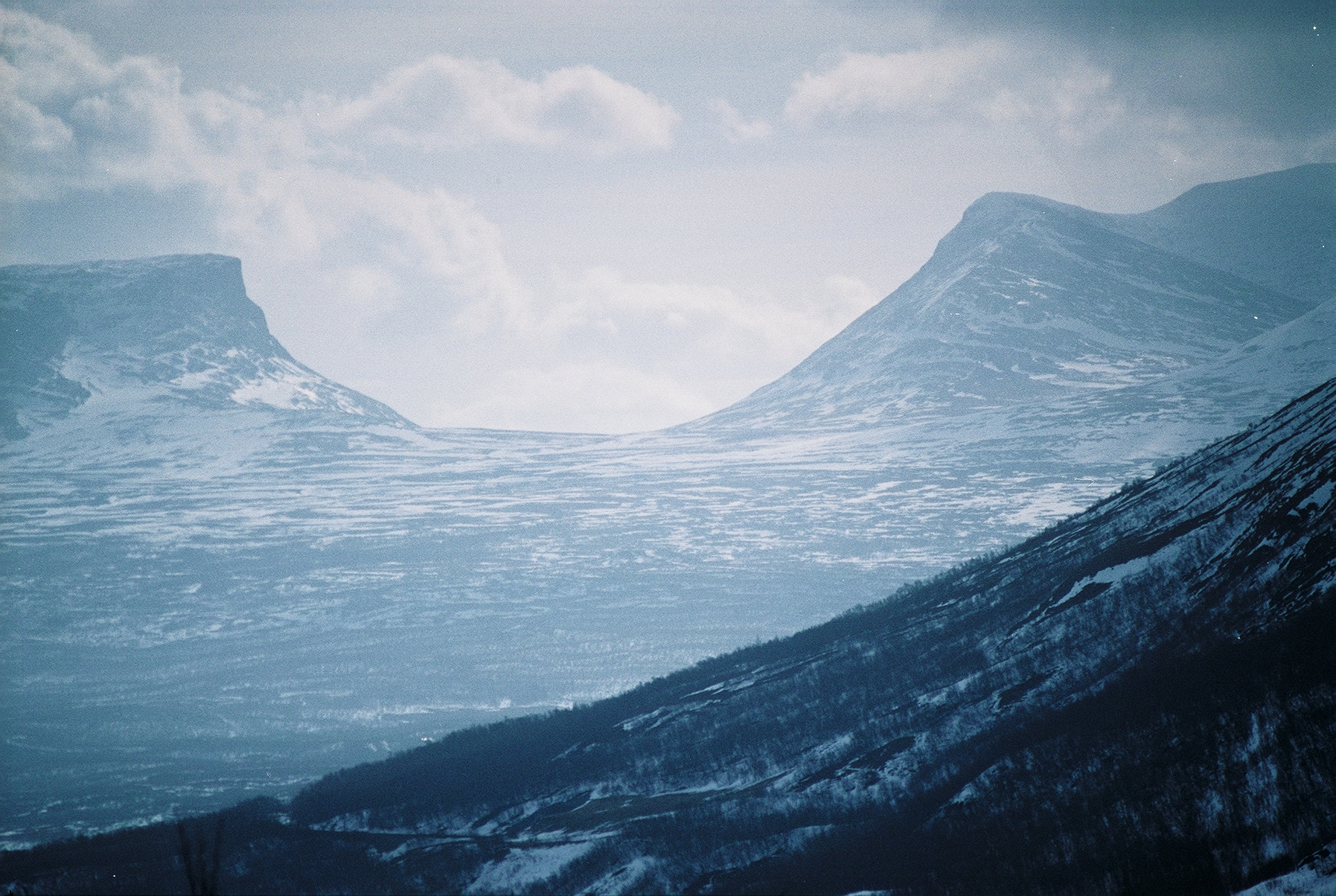

В основном, разделена между современными ленами Норрботтен и Вестерботтен, также небольшая часть Лаппланда относится к лену Емтланд.
До 1809 года провинция включала также территорию северной Финляндии, однако после того, как по Фридрихсгамскому миру Финляндия отошла к Российской империи, финская часть Лаппланда стала рассматриваться как отдельная историческая провинция Лаппи.
Швеция была первой страной в Европе, которая создала национальные парки. Земля была выделена парламентом 24 мая 1909 года для защиты девяти конкретных территорий, которые считались представляющими особый интерес.
Почти 95% охраняемой территории Швеции находятся в шведской Лапландии. Объект Лапония открытый в 2014 году находится под защитой ЮНЕСКО, а это объединеные четыре национальных парка, два заповедника и девять саамских деревень.

## Национальные парки
- Вадвечокка (швед. Vadvetjåkka) с одной стороны озера Турнетреск (швед. Torneträsk), одно из самых влажных мест Швеции[2]
- Абиску (швед. Abbeskovvu) с другой стороны озера Турнетреск (швед. Torneträsk), одно из самых сухих мест Швеции[3]
- Сарек (швед. Sarek)
- Муддус (швед. Muddus)
- Стура Муоркке (швед. Stora Sjöfallet, фин. Stuor Muorkke)[4]
- Падьеланта (швед. Badjelánnda, фин. Padjelanta) [5]
- Пьельекайсе (Pieljekaise) в Арьеплуге
- Хапаранда Архипелаго (Haparanda Archipelago) в Архипелаге Ботнического залива